# Молін (Іллінойс)
Молін (англ. Moline, МФА /moʊliːn/) — місто (англ. city) в США, в окрузі Рок-Айленд штату Іллінойс. Одне з чотирьох міст, які злилися (Quad Cities), разом з Давенпортом, Рок-Айлендом та Іст-Молін. Населення — 42 985 осіб (2020).

## Географія
Молін розташований за координатами 41°28′57″ пн. ш. 90°29′37″ зх. д. / 41.48250° пн. ш. 90.49361° зх. д. (41.482387, -90.493492).  За даними Бюро перепису населення США в 2010 році місто мало площу 43,15 км², з яких 42,55 км² — суходіл та 0,60 км² — водойми.

### Клімат
Молін розташоване в зоні вологого клімату континентального типу.
| Клімат Моліна (2010)    | Клімат Моліна (2010) | Клімат Моліна (2010) | Клімат Моліна (2010) | Клімат Моліна (2010) | Клімат Моліна (2010) | Клімат Моліна (2010) | Клімат Моліна (2010) | Клімат Моліна (2010) | Клімат Моліна (2010) | Клімат Моліна (2010) | Клімат Моліна (2010) | Клімат Моліна (2010) | Клімат Моліна (2010) |
| Показник                | Січ.                 | Лют.                 | Бер.                 | Квіт.                | Трав.                | Черв.                | Лип.                 | Серп.                | Вер.                 | Жовт.                | Лист.                | Груд.                | Рік                  |
| Середній максимум, °C   | −0,4                 | 2,2                  | 9,5                  | 17,0                 | 22,8                 | 26,1                 | 29,9                 | 26,7                 | 24,8                 | 17,8                 | 9,6                  | 1,4                  | 15,9                 |
| Середня температура, °C | −5,1                 | −2,5                 | 4,0                  | 10,7                 | 16                   | 21,9                 | 24,1                 | 22,9                 | 18,4                 | 11,7                 | 4,6                  | −2,9                 | 10,3                 |
| Середній мінімум, °C    | −9,7                 | −7,2                 | −1,4                 | 4,4                  | 10,2                 | 15,7                 | 18,2                 | 17,1                 | 12,0                 | 5,6                  | −0,5                 | −7,3                 | 4,7                  |
| Норма опадів, мм        | 38.4                 | 42.4                 | 72.6                 | 91.7                 | 109.7                | 114                  | 109                  | 114.8                | 78.5                 | 75.4                 | 65                   | 55.9                 | 967.5                |
| ----------------------- | -------------------- | -------------------- | -------------------- | -------------------- | -------------------- | -------------------- | -------------------- | -------------------- | -------------------- | -------------------- | -------------------- | -------------------- | -------------------- |
| Джерело: NOAA           |                      |                      |                      |                      |                      |                      |                      |                      |                      |                      |                      |                      |                      |

## Демографія
Згідно з переписом 2010 року, у місті мешкали 43 483 особи в 18 573 домогосподарствах у складі 11 358 родин. Густота населення становила 1008 осіб/км².  Було 19856 помешкань (460/км²).
Расовий склад населення:
| - 83,0 % — білих - 5,2 % — чорних або афроамериканців - 2,4 % — азіатів - 0,3 % — корінних американців - 5,9 % — осіб інших рас |

До двох чи більше рас належало 3,3 %. Частка іспаномовних становила 15,6 % від усіх жителів.
За віковим діапазоном населення розподілялося таким чином: 22,8 % — особи молодші 18 років, 61,1 % — особи у віці 18—64 років, 16,1 % — особи у віці 65 років та старші. Медіана віку мешканця становила 39,2 року. На 100 осіб жіночої статі у місті припадало 93,6 чоловіків;  на 100 жінок у віці від 18 років та старших — 91,2 чоловіків також старших 18 років.
Середній дохід на одне домашнє господарство  становив 63 569 доларів США (медіана — 49 528), а середній дохід на одну сім'ю — 76 072 долари (медіана — 61 550). Медіана доходів становила 44 679 доларів для чоловіків та 35 951 долар для жінок. За межею бідності перебувало 11,5 % осіб, у тому числі 15,9 % дітей у віці до 18 років та 8,3 % осіб у віці 65 років та старших.
Цивільне працевлаштоване населення становило 20 696 осіб. Основні галузі зайнятості: виробництво — 20,4 %, освіта, охорона здоров'я та соціальна допомога — 18,9 %, роздрібна торгівля — 13,1 %, мистецтво, розваги та відпочинок — 9,9 %.

## Відомі жителі та уродженці
- Бонні Бартлетт — американська актриса.
- Вінсент Гуго Бендикс — винахідник та промисловець
- Джон Дір — коваль та промисловець, винахідник сталевого плуга, засновник компанії Deere & Company.
- Джон Гетц — американський актор з театральною підготовкою
- Дон Сандквіст (* 1936) — американський політик